# Агапітов Борис Дмитрович
Ага́пітов Бори́с Дми́трович (*21 червня 1930, місто Іжевськ) — мотогонщик, майстер спорту СРСР (1947).
Триразовий чемпіон СРСР з шосейно-кільцевих перегонів (1958, 1961, 1963), переможець міжнародних змагань із спідвею в класі 500 см³ (1959). Випробувач спортивних мотоциклів АТ «ІжМаш». Член спортивного клубу «Іжпланета».